# アビエタン
アビエタン (Abietane) は、アビエタンまたはアビエタンジテルペンと総称される、アビエチン酸、カルノシン酸、フェルギノールなどの様々な天然化合物の骨格となるジテルペンである。